# Bengt V. Wall
Bengt Verner Wall född 23 januari 1916 i Överluleå församling, död 13 februari 1998 i Oscars församling, Stockholm, var en svensk läroverksadjunkt, författare, dramatiker och översättare, målare och tecknare.

## Biografi
Wall, som var son till statstjänstemannen John Hjalmar Wall och Hulda Maria Rönnbäck, växte upp i Boden. Han studerade från mitten av 1930-talet engelska, historia och nordiska språk vid Uppsala universitet. Wall blev fil. kand. 1940 och fil. mag. 1944 och bedrev därefter licentiatstudier i historia och nordiska språk 1944–1947. Under krigsåren började han undervisa vid försvarets stamskolor och var på 1950-talet lärare vid Katarina realskola i Stockholm, till mitten av 1960-talet då han blev författare på heltid. Han debuterade som författare 1947 med boken De profundis och har därefter givit ut en rad romaner, skådespel, diktsamlingar och biografier över konstnärer i tidningsartiklar och böcker, bland annat skrev han en subjektiv bok om Gunnar Löberg 1952. 
Hans författarskap sysslar ofta med etiska och mänskliga konflikter; han flätar gärna samman erotiska och moraliska problem och berättandet drivs av ett krav på personlig ärlighet och individuell konsekvens som är ganska avvikande i den mera avspända, nostalgiska eller samhällsorienterade svenska efterkrigsprosan. Vissa av hans böcker utvecklar mörka framtidsvisioner som kretsar kring överbefolkning, krig, hjärntvätt och despoti [Rapport från Zenotien; Handbok för en ny elit).
Med Musikens makt (1980) inledde Wall en svit romaner som pendlar mellan självbiografi och fritt gestaltade berättelser, ibland med dröminslag. Serien följer hans uppväxt och studier fram till tiden för debuten 1947 och diskuterar samtidigt (särskilt i de två sista delarna, Ascartes, 1985 och Den förlorade freden, 1987) erfarenheterna av nazismen, andra världskriget och svenskt medlöperi och motstånd.
Han konstnärliga intresse ledde till att han själv provade på att teckna och måla. För att få en bättre inblick i tekniker och motivframställning studerade han målning för Sixten Lundbohm och Lambert Werner. Separat ställde han bland annat ut på Nutida konst i Uppsala och han medverkade i ett flertal grupp- och samlingsutställningar. Tillsammans med Lambert Werner ställde han ut i Boden och Kiruna 1956. Hans konst består av stilleben och landskapsskildringar. Wall är representerad vid Bodens kommun. 
År 1939 gifte han sig med Kristina Nilson (1917–2007). Makarna är begravda på Norra begravningsplatsen utanför Stockholm.

## Priser och utmärkelser
- Svenska Dagbladets litteraturpris 1948